# Klaus Rohmann
Klaus Rohmann (* 10. März 1939 in Gelsenkirchen) ist ein deutscher alt-katholischer Theologe.

## Leben
Rohmann studierte katholische Theologie, Philosophie und Erziehungswissenschaft in Paderborn, München und Bonn. 1976 wurde er in Bonn mit einer Arbeit über die amerikanische „Gott-ist-tot-Theologie“ zum Doktor der Theologie promoviert. Für seine Arbeit erhielt er von der Universität Bonn den Jahrespreis für die beste Dissertation. Ab 1965 war er einige Jahre als Kaplan tätig. Von 1976 bis 1981 war er mit den Fächern Katholische Religionslehre, Pädagogik und Hebräisch Gymnasiallehrer in Essen. Dann war er bis 2002 Professor für Systematische Theologie an der Katholischen Fachhochschule Norddeutschland in Vechta und Osnabrück.
Er hielt Gastvorlesungen am Claremont McKenna College in Claremont, California, an der Florida State University in Tallahassee und an der University of Bridgeport in Connecticut. (1996). Nach dem Anschluss an die Altkatholische Kirche erhielt er ab 2004 Lehraufträge am Altkatholischen Seminar der Universität Bonn.
Ebenfalls seit 2004 gehört er der Redaktionskommission der „Internationale Kirchliche Zeitschrift“ (IKZ) an, der theologischen Quartalsschrift der Altkatholiken in der Utrechter Union. Von 2013 bis 2016 war er Assoziierter Professor (Adjunct Researcher) am Departement für Christkatholische Theologie der Theologischen Fakultät der Universität Bern. Er lebt seit 2017 in Bonn.

## Arbeitsschwerpunkte
Rohmanns Arbeitsschwerpunkte sind die Gottesfrage im Kontext der Gegenwart, theologisch-philosophische Anthropologie, ökumenische Theologie und Apologetik als Gespräch „über den Gartenzaun“ mit den Weltreligionen (besonders Judentum und Islam) und mit religiösen Sondergemeinschaften, wie der „Vereinigungskirche“ und Scientology sowie altkatholische Ekklesiologie und Sakramentenlehre.